# Han Shangdi
Han Shangdi was een keizer van China uit de Han-dynastie. Hij leefde van herfst 105 tot september 106 en regeerde van februari tot september 106. Hij was de vijfde heerser van de Oostelijke Han-dynastie. Hij was een zoon van Han Hedi en een onbekende concubine. De Keizerin-weduwe Deng plaatste hem op de troon toen hij pas 100 dagen oud was, ook al had hij een oudere halfbroer Liu Sheng, wiens leeftijd onbekend is maar die waarschijnlijk ook nog jong was.
Keizerin-weduwe Deng hield ook Han Shangdi`s twaalf jaar oude neef, Liu Hu in de hoofdstad, voor het geval de jonge babykeizer zou sterven. Na de dood van Han Shangdi zou deze de troon bestijgen als Han Andi. Keizerin-weduwe Deng vaardigde tijdens deze regering een decreet uit dat de bureaucratische inefficiëntie aan het licht bracht.

## Familie-achtergrond en jeugd
Han Shangdi werd als Liu Long geboren in de herfst van 105, als zoon van Han Hedi en een onbekende concubine. Omdat Han Hedi een hoop kinderen jong had verloren ten gevolge van ziektes, en misschien ook intriges, liet hij Liu Long en diens oudere halfbroer Liu Sheng beiden buiten het paleis door pleegouders opvoeden.
Toen Han Hedi eind 105 stierf, verwelkomde zijn vrouw, Keizerin Deng Sui de prinsen terug in het paleis. Prins Sheng was het oudst, maar hij leek constant ziek en ongeschikt voor de troon te zijn. Daarom besloot ze Prins Long, die slechts honderd dagen oud was, kroonprins te maken en diezelfde nacht verklaarde ze hem ook tot keizer. Keizerin Deng werd Keizerin-weduwe.

## Korte regering
Nadat Prins Long tot Keizer Shang, oftewel Han Shangdi, was gemaakt, werd zijn halfbroer Prins Sheng de Prins van Pingyuan.
Bezorgd over het feit dat Han Shangdi, misschien niet lang zou leven, hield keizerin-weduwe Deng ook diens twaalf jaar oude neef Liu Hu in de hoofdstad. Liu Hu was de zoon van Prins Qing, die tijdens de regering van Han Zhangdi, Han Hedi's vader, en dus opa van Keizer Shang, tijdelijk kroonprins was geweest, maar was vervangen ten gevolge van de intriges van Han Zhangdiis vrouw, keizerin Dou. Hierdoor werd hij door veel mensen beschouwd als de rechtmatige troonopvolger.
Omdat Han Shangdi zeer jong was, lag de werkelijke macht bij keizerin-weduwe Deng. Haar broer Deng Zhi werd de allermachtigste ambtenaar binnen het bestuur. Ze verklaarde een generaal pardon voor iedereen die zijn macht verloren had door de clan van keizerin Dou, de Dous clan.
In 106 stierf Han Shangdi, ongeveer anderhalf jaar oud. Tegen deze tijd waren de ambtenaren erachter gekomen dat Han Shangdi's oudere broer Liu Sheng niet zo ziek was als ze oorspronkelijk dachten, en ze wilden hem keizer maken. Echter, keizerin-weduwe Deng was bezorgd dat hij wrok koesterde tegen haar omdat ze hem niet eerst keizer had gemaakt, en daarom besloot ze om niet hem keizer te maken maar zijn eerder genoemde neef, de twaalf jaar oude Liu Hu, die de officiële naam Han Andi kreeg. Han Shangdi kreeg geen officiële tombe, zoals gebruikelijk bij keizers, maar om kosten te besparen werd hij begraven bij zijn vader Han Hedi.

## Jaartitel
- Zijn jaartitel luidde Yanping, 106.

## Persoonlijke informatie
- vader: Han Hedi